# 莫爾薩灣
莫爾薩灣（英語：Morsa Bay），是南極洲的海灣，位於南喬治亞群島，處於威德爾角以東5公里的艾斯港北部，由英國南極名稱諮詢委員會命名，由英國海外領土管轄。